# Ареса
Ареса или Раса (блр. Арэса, Раса; рус. Оресса) белоруска је река која протиче преко делова Минске и Гомељске области и лева је притока реке Птич (сливно подручје Дњепра).
Извориште реке налази се код села Левки у Стародарошком рејону (Минска област). У горњем делу тока тече преко Средњоберезинске равнице, у доњем преко Припјатског Полесја. Укупна дужина водотока је 151 km, сливно подручје обухвата територију површине 3.580 km², а просечан проток у зони ушћа је око 15,9 m³/s.
Ширина реке у горњем делу тока је од 5 до 10 метара, у доњем делу између 30 и 35 метара. У полеском делу тока дуж обале су рађени обимни мелиоративни радови чиме су спречене раније учестале поплаве.
Најважније насеље које лежи на облама Аресе је град Љубањ (Љубањски рејон Минске области), а 7 km узводно од града налази се вештачко Љубањско језеро.
Река Ареса помиње се у поеми једног од најпопуларнијих белоруских песника Јанка Купале „Над реком Аресом“ (блр. Над ракой Арэсай).